# Pasja pasma
Pasja pasma ali pasma psa je določena linija tesno sorodnih in na videz podobnih domačih psov, ki so jo ljudje načrtno gojili, da bi psi bili zmožni opravljanja specifičnih nalog, kot so zganjanje živine, lovljenje, varovanje in družabništvo. Pasme psov je moč prepoznati po njihovi čistokrvnosti (čistopasemskosti), ki je razvidna iz nabora fenotipskih lastnosti, ki jih čistokrvni starši vselej prenesejo na svoje potomce in tako ohranjajo linijo razmeroma nespremenjeno. Psi veljajo za najbolj raznolike sesalce na zemlji, kajti s pomočjo umetnega izbora je človek uspel vzgojiti približno 450 svetovnih pasem psov. Te pasme opredeljujemo na podlagi njihovih karakterističnih lastnosti, povezanih z morfologijo (velikost, oblika lobanje, fenotip repa, tip dlake, obarvanost kožuha itd.). Med vedenjske značilnosti spadajo sposobnosti (kot so varovanje, pastirstvo, lov) in osebnostne lastnosti (hipersocialno vedenje, pogum, agresija ipd.). Večina pasem izvira iz majhnega števila prvinskih osebkov. Kot posledica prilagodljivosti in družabnosti so psi najpogostejša mesojeda vrsta in naseljujejo ves svet.
Pasja pasma bo pri psu vselej izražala želene fizične lastnosti, način gibanja in značaj, ki so rezultat desetletij umetnega izbora. Različne organizacije, tako imenovane kinološke zveze, imajo v svojih pravilnikih objavljene pasemske standarde, kjer so navedene značilnosti, ki veljajo za ideal neke pasme. Četudi je s strani rejcev in mnogih pasjih lastnikov zaželeno, da pasme ostajajo čiste (torej čistokrvne), se pojavljajo tudi psi mešanci, ki izražajo lastnosti več materinskih pasem, in mešane hibridne pasme (pogosto tudi poimenovane), ki nastanejo kot posledica načrtnega križanja dveh ali več čistih pasem, a jih kinološke organizacije ne prepoznavajo.

## Klasifikacija po FCI
Mednarodna kinološka zveza (FCI), katere članica je tudi Kinološka zveza Slovenije, pasme psov uvršča v deset različnih skupin, ki so definirane na podlagi izgleda, značaja in uporabnosti psov. Nadalje se posamezne skupine deli na sekcije, ki združujejo podobne pasme. Vsaki priznani pasmi pripada svoja številka. FCI prepoznava naslednje skupine:
- 1. skupina: Ovčarski in pastirski psi (brez švicarskih planšarskih psov) (Sheepdogs and Cattledogs except Swiss Cattledogs)
- 2. skupina: Pinči, šnavcerji, molosi in švicarski planšarski psi (Pinscher and Schnauzer - Molossoid and Swiss Mountain and Cattledogs)
- 3. skupina: Terierji (Terriers)
- 4. skupina: Jazbečarji (Dachshunds)
- 5. skupina: Špici in pratipski psi (Spitz and primitive types)
- 6. skupina: Goniči in krvosledci (Scent hounds and related breeds)
- 7. skupina: Ptičarji (Pointing Dogs)
- 8. skupina: Prinašalci, šarivci in vodni psi (Retrievers - Flushing Dogs - Water Dogs)
- 9. skupina: Družni psi (Companion and Toy Dogs)
- 10. skupina: Hrti (Sighthounds)

### Ovčarski in pastirski psi
V 1. skupino spadajo večinoma srednje veliki do veliki delovni psi, ki so bili v preteklosti značilni predvsem za živinorejce. Tem psom je bila naložena skrb za gojene živali (navadno ovce). Pastirski in ovčarski psi so skrbeli za zaščito živine pred plenilci iz divjine in usmerjali rejene živali na pašne površine ter na tak način preprečevali neželeno tavanje ovac. Pse prve skupine poleg velikosti odlikujeta hitrost in vzdržljivost, ki sta v preteklosti igrali ključno vlogo pri tem, da so psi zmogli svoje delo opravljati dlje časa in jih živina ni utrudila. Bistveni lastnosti ovčarskih in pastirskih psov sta tudi ubogljivost (kajti rejci so od psov zahtevali skrbno varovanje svojih čred, ki jim psi nikakor niso smeli škoditi) in inteligenca (psi so morali biti sposobni doumeti osnovna načela pravilne paše in naganjanja živine). Danes se pašne pse redkeje uporablja za skrb živine, so pa pogosti kot družinski psi in psi spremljevalci (z izjemo nekaterih pasem, ki imajo izražen močan nagon po varovanju svoje lastniške družine in so zatorej lahko nevarni neznancem).
FCI 1. skupino deli na dve sekciji; ovčarske pse (sekcija 1) in pastirske pse (sekcija 2).
- Šetlandski ovčar, predstavnik ovčarjev.
- Avstralski govedar, predstavnik pastirjev.

### Pinči, šnavcerji, molosi in švicarski planšarski psi
2. skupina zajema raznovrsten nabor pasjih pasem. Pinči so manjši psi, ki so nekoč služili kot lovci glodalcev na kmetijah in po domovih, predvsem podgan in miši, od koder izvira njihovo drugo ime, podganarji.  Njihova dlaka je bodisi gladka bodisi resasta. Precej večji psi robustnega telesa in izrazite glave s povešenimi uhlji so molosi, kamor uvrščamo več razmeroma zahtevnih molosoidnih pasem, ki so služile v glavnem kot psi čuvaji. Molosi naj bi izvirali iz tibetanskih mastifov, nakar so jih ljudje z azijskega področja prenesli tudi v druge predele sveta. Kot psi prve skupine so tudi švicarski planšarski psi pretežno psi kmečkega okolja. Nekatere pasme so ljudem služile kot čuvaji in priganjači čred, medtem ko so druge delale kot vlečni psi.
FCI 2. skupino deli na tri sekcije; pinče in šnavcerje (sekcija 1), molosoidne pasme (sekcija 2) ter švicarske gorske in planšarske pse (sekcija 3).
- Veliki šnavcer, predstavnik pinčev in šnavcerjev.
- Kraški ovčar, predstavnik molosov.
- Bernski planšarski pes, predstavnik švicarskih gorskih in planšarskih psov.

### Terierji
Med terierje ali jamarje spadajo pasme različnih velikosti, ki so znane po svoji živahnosti, inteligenci in pogumu, pa tudi po dominantnosti in samostojnosti. V preteklosti so terierje pogosto imeli lovci, ki so jih uporabljali kot lovske pse, namenjene preganjanju jazbecev in lisic iz njihovih brlogov, nakar jih je človek ustrelil. Tudi njihovo ime, ki je izpeljanka besede terra (zemlja), opozarja na nekdanjo uporabnost. Podobno kot pinči so tudi terierji služili kot lovci glodalcev, kot so podgane in miši.
Med terierji FCI ločuje štiri sekcije pasjih pasem; velike in srednje velike terierje (sekcija 1), male terierje (sekcija 2), terierje tipa bull (sekcija 3) in pritlikave terierje (sekcija 4).
- Airedalec, predstavnik velikih in srednje velikih terierjev.
- Škotski terier, predstavnik malih terierjev.
- Bulterier, predstavnik terierjev tipa bull.
- Avstralski svilnati terier, predstavnik pritlikavih terierjev.

### Jazbečarji
V 4. skupino pasjih pasem spadajo nekdanje lovske pasme manjše rasti, ki so bile zaradi svoje značilne oblike telesa in majhnosti namenjene lovu v jazbinah in lisičinah. Znani so kot samostojni psi. FCI v 4. skupini prepoznava zgolj eno sekcijo.
- Kratkodlaki jazbečar.

### Špici in pratipski psi
Špici so značajsko zelo raznoliki psi, za katere se predvideva, da predstavljajo najstarejšo obliko domačih psov. Gre za pasme, ki so jih ljudje v preteklosti uporabljali za najrazličnejše namene. Danes so špici pri nas kot tudi mnoge druge pasme psi spremljevalci, občasno pa tudi čuvajski psi. V severnih predelih sveta špici še zdaj služijo kot ovčarji, lovci in celo vlečni psi. Nekatere pasme špicev imajo močan lovski nagon. Med špice sodijo tudi po svojem značilno zvitem repu in koničastih pokončnih uhljih poznani japonski lovski psi, kot je japonska akita. Drug oddelek 5. skupine pasjih pasem predstavljajo tako imenovani pratipski psi, ki veljajo za zahtevnejše pasme. Primerki pratipskih psov so mehiški goli pes, basenji, faraonski pes in kanaaski pes. Kot lovski psi so uporabni ibiški pes, sicilijanski hrt in portugalski podengo, ki so po vitki in gibčni postavi podobni hrtom.
FCI 5. skupino deli na sedem različnih sekcij; nordijske vlečne pse (sekcija 1), nordijske lovske pse (sekcija 2), nordijske čuvaje in čredne pse (čredarje) (sekcija 3), evropske špice (sekcija 4), azijske špice in sorodne pasme (sekcija 5), pratipske pse (sekcija 6) in primitivne tipe lovskih psov (sekcija 7).
- Sibirski haski, predstavnik nordijskih vlečnih psov.
- Rusko-evropska lajka, predstavnik nordijskih lovskih psov.
- Norveški ovčar, predstavnik nordijskih čuvajev in črednih psov.
- Pomeranec, predstavnik evropskih špicev.
- Shiba inu, predstavnik azijskih špicev in sorodnih pasem.
- Perujski goli pes, predstavnik pratipskih psov.
- Sicilijanski hrt, predstavnik primitivnih tipov lovskih psov.

### Goniči in krvosledci
Šesti skupini pripadajo psi lovci. Goniči lovcem služijo kot zasledovalci divjadi, ki ob zasledovanju nenehno lajajo ter s tem človeškemu spremljevalcu sporočajo svoj položaj in lokacijo plena. Lovci tovrstnemu sporočilnemu lajanju zaradi njegove vloge pravijo tudi zvonjenje. Občasno goniči lovijo v tropu več psov. Tudi krvosledci so izraziti lovski psi, ki ljudem s pomočjo razvitega voha pomagajo izslediti ranjeno divjad. Zaradi izrazitega lovskega nagona in zahtevne vzgoje so psi šeste skupine najbolj primerni za lastnike, ki se ukvarjajo z lovom.
FCI v 6. skupini prepoznava tri sekcije; goniče (sekcija 1), krvosledce (sekcija 2) in sorodne pasme (sekcija 3).
- Štajerski resasti gonič, predstavnik goničev.
- Hanoverski barvar, predstavnik krvosledcev.
- Rodezijski grebenar, predstavnik sorodnih pasem.

### Ptičarji
Lovcem so psi ptičarji prav prišli s pojavom strelnega orožja. Navadno lovijo tako, da najprej poiščejo divjad, nakar dvignejo sprednjo nogo in mirujejo, medtem ko se lovec premika, da bi dosegel strelni domet. Na lovčev ukaz ptičar lovljeno žival prestraši, kar da spremljevalcu priložnost, da divjad ustreli. Pomembna lastnost uspešnih lovcev ptičarjev je poleg privajenosti na hrup strelov tudi zmožnost prinašanja nepoškodovane pobite živali lovcu. Precej pasem ptičarjev izkazuje močno potrebo po lovu in so zatorej najbolj primerne za lovce.
Ptičarje FCI deli na sekciji kontinentalnih ptičarjev (sekcija 1) in britanskih ter irskih ptičarjev in setrov (sekcija 2).
- Slovaški žimavec, predstavnik kontinentalnih ptičarjev.
- Irski seter, predstavnik britanskih in irskih ptičarjev ter setrov.

### Prinašalci, šarivci in vodni psi
Tudi pasme, ki jih FCI uvršča v 8. skupino, so namenjene lovu. Kot pove že njihovo ime, je glavni namen psov prinašalcev tako imenovano prinašanje (angleško retrieving). Psom s tujko pravimo tudi retrieverji. Za prinašalce je značilna srednje velika postava in zmožnost previdnega prinašanja plena k lovcu, pri čemer je ključno, da pes plena ob tem ne poškoduje (ga ne stisne, ne naredi novih ran, ne lomi kosti ipd.). Takšne pasme imajo rade vodo in so ob dovoljšni zaposlitvi z aktivnostmi (recimo pasjim športom) uporabne kot psi spremljevalci. Podobno lovskega značaja so tudi psi šarivci, kamor sodijo razni španjeli in nemški prepeličar. V današnjem času so pogosto družinski psi. Tretja kategorija osme FCI skupine so vodni psi (recimo irski vodni španjeli), ki so jih lovci v preteklosti uporabljali za lov na vodne ptice. Danes so pasme vodnih psov redke, primerne so tudi za spremljevalce.
Ime 8. skupine FCI odražata tudi njene tri sekcije; prinašalce (sekcija 1), šarivce (sekcija 2) in vodne pse (sekcija 3).
- Labradorec, predstavnik prinašalcev.
- Nemški prepeličar, predstavnik šarivcev.
- Portugalski vodni pes, predstavnik vodnih psov.

### Družni psi
V 9. skupino pasjih pasem spadajo zelo raznolike pasme, katerih glavni namen je družba človeku. Kategorija združuje vse pasje pasme, ki jih je človek v preteklosti vzgojil z namenom, da so postali hišni psi in psi spremljevalci. Med družne pse sodi veliko pritlikavih, majhnih in srednje velikih pasem. Kot posledica ciljne vzgoje so tovrstni psi navadno privlačnega videza in imajo lepo dlako, ki jo je treba negovati. Družni psi pogosto razvijejo vedenjske motnje.
FCI v 9. skupini prepoznava kar enajst različnih sekcij; bišone in sorodne pse (sekcija 1), kodre (sekcija 2), male belgijske pse (sekcija 3), brezdlake pse (sekcija 4), tibetanske pasme (sekcija 5), čivave (sekcija 6), angleške pritlikave španjele (sekcija 7), japonskega čina in pekinčana (sekcija 8), kontinentalne pritlikave španjele (sekcija 9), kromfohrlanderja (sekcija 10) in male molosoidne tipe psov (sekcija 11).
- Kodrasti bišon, predstavnik bišonov in sorodnih pasem.
- Koder
- Bruseljski grifon, predstavnik malih belgijskih psov.
- Kitajski goli pes, predstavnik brezdlakih psov.
- Lhasa apso, predstavnik tibetanskih pasem.
- Čivava
- Kavalir kralja Karla, predstavnik angleških pritlikavih španjelov.
- Japonski čin, predstavnik japonskega čina in pekinčana.
- Metuljček, predstavnik kontinentalnih pritlikavih španjelov.
- Kromforlander
- Mops, predstavnik malih molosoidnih tipov psov.

### Hrti
Tudi hrti, psi 10. FCI skupine, so bili nekoč lovski psi, ki pa so se pri lovu zanašali na svoj vid (in ne voh, kot je značilno za preostale lovske pasme). Hrti veljajo za stare lovske pasme, ki naj bi izvirale iz azijskih in afriških predelov (step in puščav), kjer so bili vzgojeni za lov na hitri plen. Vsi hrti imajo značilen hrtji videz; so vitki, visoki, imajo usločen hrbet in mišičaste dolge noge. Zaradi izrazitega lovskega nagona, ki ga lahko sproži že hitro premikanje mimoidoče živali, spadajo med zahtevnejše pasme, potrebne dodatnih aktivnosti (recimo lova na umetnega zajca).
FCI 10. skupino deli na tri sekcije; dolgodlake ali resaste hrte (sekcija 1), ostrodlake hrte (sekcija 2) in kratkodlake hrte (sekcija 3).
- Saluki ali perzijski hrt, predstavnik dolgodlakih hrtov.
- Poljski hrt, predstavnik kratkodlakih hrtov.
- Irski volčji hrt, predstavnik ostrodlakih hrtov.

## Genetika pasem
Domači pes je prva vrsta in edini veliki mesojed, ki ga je človek uspel udomačiti. Prvi psi so bili podobni volkovom. V viktorijanski dobi so ljudje s pomočjo umetnega izbora razvili moderne pasje pasme, za katere je značilna velika fenotipska pestrost. Raznolikost je vidna že pri sami velikosti, saj najmanjše pasme tehtajo le 0,46 kg (teacup koder), medtem ko pasji velikani dosežejo celo 90 kg (mastif). Še posebej variabilne morfološke lastnosti so lobanja, telo in razmerje okončin. Domači pes naj bi izražal večjo fenotipsko raznolikost kot celoten red zveri (Carnivora). Med morfološke lastnosti pasjih pasem spadajo velikost telesa, oblika lobanje, fenotip repa, tip dlake in obarvanost kožuha. Vedenjske značilnosti so med drugim sposobnosti lova, skrbi za živino in varovanja lastnine ali ljudi.

### Starodavne pasme
Leta 2004 je študija preučevala mikrosatelite 414 čistokrvnih psov, ki so predstavljali 85 pasem. Raziskava je pokazala, da so pasme psov tako genetsko medsebojno oddaljene, da je 99% pasjih posameznikov mogoče pravilno uvrstiti v njihovo pasmo zgolj na podlagi njihovega genotipa. Študija je tako nakazala, da sta umetni izbor in vztrajno parjenje čistokrvnih linij omogočila nastanek genetske raznolikosti različnih pasem. Raziskava je med drugih prepoznala 9 pasem, ki jih je mogoče uvrstiti na filogenetsko drevo in ločiti od modernih pasem evropskega izvora. Tem pasmam so raziskovalci pripisali ime "starodavne pasme". Med ugotovitve študije sodi tudi dejstvo, da nekatere pasme, ki jih v klasifikacijskih sistemih FCI še vedno imenujemo pratipske pasme, dejansko niso tako zelo stare. Takšna sta denimo faraonski pes in ibiški pes, ki naj bi po podatkih raziskave nastala kot posledica kombinacije drugih pasem.